# مک بوک (نسخه ۲۰۱۵)
مک بوک (انگلیسی: MacBook) به مک بوک ایر و مک بوک پرو در صف لپ‌تاپ‌های اپل پیوسته است.